# 嘉悦信之
嘉悦 信之（かえつ のぶゆき、1826年（文政9年12月）- 1901年（明治34年）10月1日）は、幕末の熊本藩家士、明治期の農業指導者・政治家。衆議院議員、熊本県会議長。

## 経歴
肥後国下益城郡堅志田村（熊本県下益城郡中山村堅志田、中央村、中央町を経て現美里町）で生まれた。近藤淡泉に師事し漢学を修め、武芸に励んだ。魚住源次兵衛、宮部鼎蔵、山田信道らと共に尊王攘夷派として国事に奔走した。熊本藩の地方文武芸取締役となった。西南戦争では、地元有志者と共に別働第3旅団に従い、探索などに従事した。
熊本県会議員に選出され、同常置委員、同議長も務めた。1892年（明治25年）2月、第2回衆議院議員総選挙（熊本県第4区、中央交渉会）で当選し、その後、議員倶楽部に所属して衆議院議員に1期在任した。
また、蚕糸業発展に尽力し、東肥産馬改良会社の設立に参画した。